# Roger Mortimer (1374–1398)
Roger Mortimer, född 11 april 1374, död 20 juli 1398, 4:e earl av March och 6:e earl av Ulster, var mellan 1385 och 1398 Rikard II:s av England tronföljare. Han var far till Anne Mortimer och Edmund Mortimer.

## Biografi
Roger Mortimers far var den mäktige Edmund Mortimer, 3:e earl av March, och hans mor var Filippa, grevinna av March och Ulster, enda ättling till Lionel av Antwerpen, son till kung Edvard III av England och Filippa av Hainault. Som en nära ättling i denna släktlinje genom Edvard III:s andre överlevande son, utsågs Roger Mortimer till den barnlöse kung Rikard II:s av England tronföljare.
Roger Mortimer innehade enorma landområden i Wales, och ärvde titlarna och godsen som sjuåring. Den betydelse som han hade genom sina egendomar och sitt arv, särskilt släktskapet med Edvard III, ökade oerhört då Rikard II officiellt utropade honom som sin tronföljare 1385. 1388 gifte sig Mortimer med Eleanor Holland, dotter till earlen av Kent.
Han dödades i augusti 1398 vid Slaget vid Kells i strid med en irländsk klan och begravdes i Wigmore Abbey. Hans titlar och platsen som tronföljare ärvdes av hans unge son Edmund.